# استانیسواف روژه‌ویچ
استانیسواف روژه‌ویچ (لهستانی: Stanisław Różewicz؛ ‏ ۱۶ اوت ۱۹۲۴ – ۹ نوامبر ۲۰۰۸) یک کارگردان فیلم، فیلم‌نامه‌نویس اهل لهستان بود. او برادر کوچکتر شاعر و نمایش‌نامه‌نویس لهستانی تادئوش روژه‌ویچ است.
از فیلم‌های او می‌توان به شور اشاره کرد.
وی همچنین برندهٔ جوایزی همچون نشان افتخار تولد لهستان شده‌است.